# Hard Skool
Hard Skool — сингл и четвёртый мини-альбом американской хард-рок-группы Guns N’ Roses. Сингл был выпущен 24 сентября 2021 года, а EP последовал за ним 25 февраля 2022 года. EP состоит из двух недавних синглов и двух концертных треков и является их первым EP-релизом с гитаристом Слэшем и басистом Даффом Маккаганом с момента их воссоединения с группой в 2016 году.

## О релизе
Слэш и Маккаган покинули группу Guns N' Roses в конце 90-х годов, а Слэш и вокалист Эксл Роуз долгое время публично враждовали, пока не восстановили свои отношения в 2015 году. Год спустя Слэш и МакКаган вновь присоединились к группе для участия в рекордном туре Not in This Lifetime... Tour, в ходе которого группа заявила о намерении создать новую музыку.
Композиции «Absurd» и «Hard Skool» были первоначально записаны во время сессий Chinese Democracy, хотя ранняя версия «Hard Skool» могла быть написана в 1996 году «Absurd» (ранее известная как «Silkworms») была исполнена вживую четыре раза в 2001 году, а две разные студийные записи этой песни просочились в Интернет в 2018 и 2019 годах соответственно. Фрагмент «Hard Skool» был размещен в Интернете в 2006 году под названием «Checkmate». В 2008 году Роуз упоминал, что рабочим названием песни было «Jackie Chan». Полная версия с сессий Chinese Democracy под названием «Hard School» просочилась в сеть в 2019 году.
Переработанная версия «Absurd» была впервые исполнена вживую 3 августа 2021 года. Через три дня она была выпущена в качестве сингла, что стало первым релизом нового материала группы с момента выхода альбома Chinese Democracy в 2008 году. Это был также первый новый трек Guns N' Roses, в котором приняли участие гитарист Слэш и басист Дафф Маккаган с момента выхода песни «Sympathy for the Devil» в 1994 году. Песня «Hard Skool» была исполнена участниками группы на саундчеке 16 сентября 2021 года. Затем она была выпущена в качестве сингла 24 сентября. Песня заняла 9 место в чарте Billboard Mainstream Rock Airplay. Официальное видео с текстом песни дебютировало на канале Good Morning Football 3 декабря 2021 года.
Мини-альбом Hard Skool был анонсирован 25 сентября 2021 года. Являясь эксклюзивом для интернет-магазина группы, он также включает концертные версии «You’re Crazy» и «Don't Cry», песен, первоначально выпущенных на альбомах 1987 года Appetite for Destruction и 1991 года Use Your Illusion I, соответственно. EP стал доступен на CD, виниле и кассете 25 февраля 2022 года. Вторая 7-дюймовая виниловая версия выпущена 24 июня 2022 года. На ней представлены «Hard Skool» и концертная версия «Shadow of Your Love».

## Отзывы критиков
Брайан Качеджиан из ClassicRockHistory написал о новой песне «Hard Skool»: «Эта песня — просто чистый винтаж Guns N' Roses, на планете нет ни одного фаната рок-н-ролла, которому бы не понравилась эта новая песня Guns N' Roses». Стивен Хилл из Classic Rock дал «Absurd» положительную рецензию, отметив, что трек заставляет группу «звучать по-настоящему накачанной, агрессивной и полной бурной энергии». Однако Loudwire отметил разделение среди слушателей: одним «трек понравился», а другим «не очень». «Hard Skool» был принят более благосклонно, несколько изданий назвали его «винтажным» Guns N' Roses.

## Список композиций
| №  | Название              | Автор(ы)                                                                         | Длительность |
| -- | --------------------- | -------------------------------------------------------------------------------- | ------------ |
| 1. | «Hard Skool»          | Эксл Роуз, Слэш, Дафф Маккаган, Робин Финк, Джош Фриз, Томми Стинсон, Пол Тобиас | 3:41         |
| 2. | «Absurd»              | Роуз, Диззи Рид, Слэш, Маккаган                                                  | 3:23         |
| 3. | «Don't Cry» (live)    | Роуз, Слэш, Иззи Стрэдлин, Маккаган                                              | 4:24         |
| 4. | «You're Crazy» (live) | Роуз, Слэш, Стрэдлин, Маккаган, Стивен Адлер                                     | 4:24         |

| №  | Название        | Автор(ы)                                          | Длительность |
| -- | --------------- | ------------------------------------------------- | ------------ |
| 1. | «Hard Skool»    | Роуз, Слэш, Маккаган, Финк, Фриз, Стинсон, Тобиас | 3:41         |
| 2. | «Absurd» (live) | Роуз, Рид, Слэш, Маккаган                         |              |

| №  | Название                     | Автор(ы)                                          | Длительность |
| -- | ---------------------------- | ------------------------------------------------- | ------------ |
| 1. | «Hard Skool»                 | Роуз, Слэш, Маккаган, Финк, Фриз, Стинсон, Тобиас | 3:41         |
| 2. | «Absurd» (live)              | Роуз, Рид, Слэш, Маккаган                         | 3:40         |
| 3. | «Shadow of Your Love» (Live) | Роуз, Стрэдлин, Тобиас                            | 2:55         |

## Чарты
| Чарт (2021—2022)                | Высщая позиция |
| ------------------------------- | -------------- |
| Венгрия (Single Top 40)         | 25             |
| Япония (Billboard Japan)        | 13             |
| Япония (Oricon)                 | 18             |
| США (Billboard Mainstream Rock) | 9              |

## Участники записи
Guns N 'Roses
- Эксл Роуз — ведущий вокал, фортепиано, продюсирование, программирование
- Слэш — соло-гитара
- Дафф Маккаган — бас-гитара, бэк-вокал
- Диззи Рид — фортепиано, клавишные, бэк-вокал, программирование
- Ричард Фортус — ритм-гитара
- Фрэнк Феррер[англ.] — ударные (только концертные треки)
- Мелисса Риз — клавишные, бэк-вокал, программирование[36]
- Брэйн[англ.] — ударные (только студийные треки)[36]

Дополнительный персонал
- Карам Костанцо — продюсер, сведение, звукорежиссёр
- Шон Биван[англ.], Эрик Кодье[англ.] — дополнительная звукорежиссура